# 殿馬一人
殿馬 一人（とのま かずと）は、漫画『ドカベン』シリーズに登場する架空の人物。アニメ版の声優は肝付兼太、実写版の俳優は川谷拓三。

## 人物
- 二塁手。右投右打。誕生日は1月2日（『プロ野球篇』以降の設定では1977年生まれ）。高校・プロを通じて背が低く、高2秋時点で163cm。
- 高校時代から不動の二番打者。音楽センスを生かし、メトロノームのごとく「チック、チック」と口ずさむリズム打法による打撃を得意とする。奇想天外な打法で放つ『秘打』（「白鳥の湖」、「ハイジャック」）が代名詞。その秘打のため不知火守が最も苦手としている相手とされる。
- 俊足でバント成功率が高く、守備もリズムを刻みながらこなし、守備範囲が非常に広く上手い。勘の働きが鋭く、味方ですら読めない位置に守っていることが多く、幾多のピンチを救った。グラブ捌きも特筆もので、トスによる封殺が数多い。また、エラーをサッカーのシュートのようなキックによる『送球』で封殺してカバーしたこともある。本来は右投だが、一・二塁間程度なら左でも投球できる。プロ二年目の明訓五人衆の自主トレで岩鬼に「とんまは弱肩やさかい、30メートルで勘弁しとるで」と弱肩と発言されたが[1]実際はほかのメンバーが並外れているのであり（岩鬼は遠投150メートルを誇り、殿馬と同じく小柄な里中も100メートル程度投げることができる）肩は普通で弱肩ではない。1999年1月の時点で背筋力は230キロと発言。
- 口癖は語尾につける「づら」。そのため山田の妹・サチ子からは「ズラ」とあだ名されている。この「づら」という語尾は、主に静岡・山梨・長野県で使われるものであるが、実際に使われるのとは用法(意味合い)が異なる。
- 学秀院中等科でピアノを弾いていた時、指が短いために弾けない曲（ショパンの別れの曲）があったため、指のマタを広げる（いわゆる水掻き部分を切除する）手術を受ける[2]。
- 後に、街で学校へと急ぐ山田を見て圧倒的な存在感に驚愕し、追うように学秀院を中退して鷹丘中に転校し、野球部に入部。たぐいまれな野球センスの持ち主だが、決して表に出さない性格で、山田以外は誰も見抜けなかった。
- ピアノの腕は超一流で、世界一のピアニストで指揮者、アルベルト・ギュンターの目に止まり楽団への招聘を受けたりするほど。改造して本格的な音が出るおもちゃのピアノを常に持ち歩いている。また山田は「殿馬の野球自体が音楽」とも言っている。
- 親兄弟が作中で登場したり言及されたりする場面はない。その名字から、「とんま」と呼ばれるが（特に岩鬼から）、実際は鷹丘中時代に期末試験で学年で2位になるほどの秀才（この時貼り出されていた「期末テストベスト20」の表の名前は「殿馬数人」となっていた）。また登場初期は名前の読みは「かずひと」だった。
- 初期ではユニフォームのシャツを外に出していたこともあった。また、ボタンが1つしかないユニフォームを着ていたが、シリーズ途中で普通の着こなしに戻した。
- 仙石線を走る「マンガッタンライナー」のあおば通方先頭車に、水島新司のサインと殿馬のイラストが書かれた色紙がある。殿馬の台詞は「秘打・マンガッタンライナー」。
- 地面と足の間にボールをはさんでローラースケートのように移動したり、前打者の岩鬼が放り投げたマスコットバット数本をネクストバッターズサークルで全て受け止めたりと、プレイ中以外でも曲芸じみた仕草を見せることがある。一輪車も得意で、プロ初年度の開幕戦では選手バスと並走し、選手を驚愕させた。
- 初期は怒りっぽいところがあったが、段々と怒りを表情に出さないキャラに変わった。

## 経歴

### 中学・高校時代
- 中学2年時に鷹丘中に転入。明訓高校に進学後、さらに野球センスを開花させていくことになる。
- 一年夏の県大会1回戦から、レギュラーとして試合に出場。明訓四天王（山田・岩鬼・里中・殿馬）のうち、一年目の最初の公式戦から先発出場選手だったのは殿馬だけである。
- ポジションは二塁手だが、苦肉の策として投手として登板したことがある。投手の時は秘打ならぬ『秘投』を披露し、指を広げたために投げられるようになったフォークボールを決め球として打者を打ち取る。ただし投手としてはスタミナ不足が欠点。なお、「フォーク投げるために作った手じゃない」「これ以上フォークを投げると、ピアノが弾けなくなる」という理由で、投手はこれが最後だとその時は発言している。
- 野球部の活動が落ち着く時などにはピアノ発表会などに出場し、ピョートル・チャイコフスキー作曲の『白鳥の湖』を甲子園大会をモチーフに編曲した『秘打･白鳥の湖』で最優秀賞を受賞したり、世界一の指揮者・アルベルト・ギュンターの目に止まり楽団への招聘を受けたりするほどの腕の持ち主で、音楽か野球かの進路に迷う。しかし、高校の先輩であり監督でもあった土井垣将がプロ入り初打席でホームランを打ったことに心を動かされ、野球の道を選ぶ。
- 野球の道を選んではいるが、ピアノの腕は衰えておらず、室戸学習塾戦の後、狂ってしまったリズムを戻す為に、ピアノを借りに行った高校で模範演奏をした際、暗譜で完璧な演奏を披露し、演奏を聴いたこの高校の音楽部員達から「上手すぎて参考にならない」と最大級の評価と、羨望の眼差しを受けている。
- 2年夏時、ハイジャック事件に巻き込まれた時、銃弾を右肩に受け、しばらくは右腕を使って野球をするのに支障を来たしていた。2年夏県予選では左投げ（捕球後グラブをはずして送球）やグラブトスで送球するなどして二塁守備をこなしたが、2年夏の甲子園では右投げで全力投球をして肩を痛める描写があった。

### プロ時代

#### オリックス時代
- 高校卒業後も、音楽の道に進むか迷うが、最後にはプロ野球をすることを決める。本人によると、「音楽はいつでも出来る。山田を敵に回してみたい」とのこと。シーズンオフにはチャリティーコンサートなどの音楽活動も行っている。
- 三年の夏の甲子園終了後、プロ野球ドラフト会議でオリックス・ブルーウェーブに5位指名され、入団。後のスーパースターズ編の登場人物解説によると、高校野球引退を機に今度こそ野球そのものを引退すると予想されていたためオリックスしか指名しなかったという設定。殿馬在籍時のオリックスは2回リーグ優勝し、1回日本一になっている。
- 作者が殿馬をオリックスに入団させたのは、イチローの強い希望があってのこと。イチローは「殿馬が好きだから、絶対オリックスに入れてください! 僕が一番、殿馬が二番!」と打順まで要望し、願い叶って二人は作中で名コンビとして活躍した（『水島新司　夢の途中』より）。
- イチロー在籍時のオリックスは、イチロー・殿馬の1、2番コンビの1番イチローが出塁すると2番殿馬は一死からでもバントという野球をしていた。この二人は、イチローが2000年にメジャーリーグに挑戦するまで、プロ野球屈指のコンビ、そして毎年首位打者を争うライバルだった。
- 1997年、オープン戦を全欠場して音楽留学する（このことは開幕戦の試合後のヒーローインタビューまで公表していなかったため、野球界の話題となっていた。開幕戦までに復帰する予定だったが、飛行機の遅延で試合開始に間に合わなかった）。開幕戦で抑え投手として登板し、坂田三吉を投ゴロ併殺にとり、プロ入り初登板初セーブをあげている。この年は岩鬼対策のワンポイントリリーフ役でダイエー戦に先発したこともあった。
- 1999年の日本シリーズ第1戦当日、スポーツ紙の報道により、里中智とのトレードが持ち上がる。他のマスコミ各社もこれに追従し、両球団も同年のドラフト会議席上で二対一トレードを持ちかけたが、結局この報道はガセネタであり、トレード交渉自体もオフに破談となった。
- 2001年の自主トレ時に岩鬼・里中・微笑と麻雀で対局した際,岩鬼の微笑に対する大三元での上がり宣言に対して頭ハネを発動した。(因みにこの時の和了牌は白で,殿馬の上がり役は国士無双の白待ち,岩鬼の役は対々和・小三元確定済七萬-白双ポン待ちだった。)
- 2001年は最終戦まで山田と首位打者を争った。翌2002年には初めて首位打者のタイトルを獲得し、山田の2年連続三冠王を阻止した。

#### 東京時代
- 2004年、土井垣将率いる新球団・東京スーパースターズにFA移籍。
- 四国アイアンドッグスのマドンナとは恋人関係にあったが、2006年シーズン終了後に結婚。
- 山田の祖父の畳屋が新装開店した時は、祝儀代わりに知り合いの旅館の畳の新調を依頼(「300畳を2ヶ月」という内容で正月に発注。)。
- 2006年シーズン終了時の12年間の通算安打は2200本。
- 2007年のオールスターでは、トレイ・ヒルマン監督の意向により、殿馬とマドンナのみ異例のフルイニング出場（監督曰く、婚約に対するプレゼント）。更に殿馬は決勝本塁打も放ち、この試合は2人の独擅場とも言える試合展開だった。
- 2007年の日本シリーズ7戦目、故障の里中の代わりに土井垣監督の思いついた「1イニング1投手」案から3回を任され、3者凡退に抑える。
- 2008年から、横浜市の岩鬼の新居の隣にあるマンションにマドンナと同居している。

## 秘打

### 中学・高校時代
- 秘打・白鳥の湖

殿馬の最も有名な秘打。白鳥の湖を踊るバレリーナを連想させる高速回転からスイングを行う打法で、遠心力を活かして長打を狙う。自身の非力を補うために速球投手・剛球投手を相手に多用した。変化球やチェンジアップに弱いという弱点を持ち、失敗例も多い。
ただし、殿馬の回転打法の類は実際のルールでは反則扱いとなる打法でもある。
原作ではバットを立てた状態で回転し、ミートの瞬間のみバットを横にする（スイングする）という描写になっているが、ゲーム作品『水島新司の大甲子園』『激闘プロ野球 水島新司オールスターズVSプロ野球』では常にバットを横にして回転している。
- 秘打・白鳥の湖・編曲版

秘打・白鳥の湖の別バージョンで、回転しながらタイミングを図り打つ打法。
- 秘打・花のワルツ

バットを地面に叩きつけながら打つ。すると打球が凄まじい回転を起こし、砂煙が花のように舞い上がる。野手が捕球しようとしてもその回転の凄まじさ故にすぐには捕球できず、その間に1塁へと駆け抜けてしまう。バットが必ず折れる。
- 秘打・ポテトチップ

体を一旦キャッチャー側へ引き、勢いをつけてボールをカット。“チップ”のような当たりから、野手があと1歩届かない地点に落ちる“ポテン”ヒットを狙う。
- 秘打・皇帝円舞曲

左打席に立って相手を攪乱し、右打席に戻ったところで相手の虚をつく絶妙なセーフティーバントを行い、相手が一塁へ送球する間に一気に二塁を陥れる。
- 秘打・美しき青きドナウ

犬飼小次郎のスローボールに対して使用。
- 秘打・黒田節

バットのヘッドでカットするバント。剛速球投手のボールを強烈にカットするために打球が逆回転しバウンドが変わる。投球リズムが黒田節の曲調だったので命名された。殿馬自身2.5の視力ゆえの秘打でもある。
- 秘打・G線上のアリア

ファウルライン上にボールが停止する、絶妙のセーフティバント。原作では打球がライン上に制止した直後に殿馬がこの秘打名を言っただけだったが、アニメでは「野手が『じーっと線上』のボールを見る、そして、ボールが切れずに『ありゃ』」という語呂合わせとして殿馬がこの名を言った。2002年の最終戦で、プロ入り後初の首位打者獲得を決めた秘打でもある。プロ野球編でのルーキー時のオールスター戦で土門に対してこの秘打を使おうとしたがタイミングが合わず、逆に殿馬が「ありゃ」と言っている。
殿馬の使用は実は少ないが（失敗例としては多い）、「白鳥の湖」と並んで有名な秘打で、作中でも犬飼知三郎や山田があるいは狙ってあるいは偶然にファウルライン際の内野安打を放った時、「秘打・G線上のアリアだ」とおどける場面があった。
- 秘打・なんもなし

その名の通り普通に打つ打法。
- 秘打・不死鳥

大げさな名前に反して単なるバント。本来は見送ればファウルの打球で投手を欺き心を乱す効果がある。その前に岩鬼がヒットを打った際に「神打・不死鳥」と言ったため、それに乗っけて秘打・不死鳥と名付けた。
- 秘打・なすがまま

打席の一番後ろに立って投手のコントロールを乱し、四球を選ぶ。
- 秘打・回転木馬

江川学院の中二美夫に対して使用された飛打。1度空振りしたあとのフォロースルーで1回転し、左腕1本で打つ。チェンジアップに対して有効な打法だが、小フライになるためにアウトになる可能性もある。結果的にはワンバウンドで捕球した中によってピッチャーゴロに倒れるが、直後に1塁塁審に猛抗議して中とボールを持つ一塁手の注意を奪い、その間に二塁走者の岩鬼がサヨナラ本塁生還を果たした（その直後に「考えりゃやっぱりアウトづらな」とわざとらしく抗議を取り下げていた）。ただしこの打法は実際の世界では認められず、空振りとなる。
また、大甲子園にて準決勝の青田戦で同名の秘打を披露したが、こちらはバットを逆さに持ちグリップで打った。グリップで打つことにより、強振・ジャストミートしても打球が飛ばず、セーフティバントのようなボテボテのゴロになる。
- 秘打・円舞曲"別れ"

特注の長尺バットを短く持ち、またピッチャーに背を向けることでそれを隠す（バットの長さはキャッチャーにも気づかれなかった）。故意にバッターボックスの後ろに立ち、外角球にバットが届かないと思わせ投げさせた外角球を長尺バットで強打する。独特のフォームからの長打狙いの秘打。土佐丸高校との決勝戦で使用し、クロスプレーで全身打撲を負っていたライトの犬神了が必死に捕球するもラッキーゾーンに転落し、結果的に明訓高校の甲子園夏春連覇を決めるサヨナラ本塁打となった。これは水島のルールの誤解によるものであり、本来は捕球した時点でアウトと見なされ、捕球した野手がラッキーゾーンやスタンドに転落してもホームランとはならずボールデッドとして扱われる（走者は打撃前にいた塁の一つ先の塁に進塁できる）。
引用元の楽曲は中学時代、殿馬が指の短さ故に鍵盤に指が届かず、弾くことができなかった因縁の曲であった。打席時にはその回想が共に描かれており、「届かないように見える位置取りからバットを届かせる」というこの秘打の伏線となっている。
タイトルに象徴されるように、ここ一番での隠し技的な秘打であり、その後用いられたことはない。
なおアニメでは円舞曲・秘打"別れ"だった。
- 秘打・ハイジャック

独特のアッパースイングから打球にスライス回転を与え、平凡なショートフライと見えた打球が大きく変化してポテンヒットとなる。2年夏の白新高校戦で使用、殿馬が試合前にハイジャックに巻き込まれたことから命名された。不知火守のノーヒットを破るとともに、有名な「ルールブックの盲点の1点」の伏線を演出した。
- 秘打・未完成

ただのバントであるが、不知火守の剛速球に押されて何度もファウルとなり、最後はピッチャーフライ。名前そのまま未完成に終わった秘打。
- 秘打・チゴイネルワイゼン

『大甲子園』の室戸学習塾戦で使用。本来右打者だが左打席に立ち、さらに目一杯まで投手よりに立って構えることで、相手守備陣にはレフト方向へ流し打ちしてくると見せかけ、しかしその実裏をかいてライト方向へ打つのではないかと思わせて右寄りのシフトをしかせておいて、やはりレフトへ打つ、という秘打。
こう書くと訳がわからないが、室戸学習塾の監督がかつての明訓監督・徳川家康であることも踏まえて、裏の裏のその裏を狙った秘打、ともいえる。結局、室戸学習塾のエース・犬飼知三郎にもう一枚上手をいかれ、打席から足が踏み出していたために、反則打球でアウトとなる。
知三郎によれば、ツィゴイネルワイゼンを作曲したサラサーテはバイオリニストで、殿馬にはピアノ曲でなくてはやはり似合わないと指摘し、珍しく殿馬が一本とられる。この試合で殿馬は他の打席でも知三郎にことごとく裏をかかれ、完全にバッティングを狂わされてしまった。
- 秘打・新世界 ドボルザーク

打つ気無しの構えを見せてから、投球が来たところへバットを一瞬離し、グリップに当ててからまた掴む、実況でも「え」の文字が大きくなっていた、巧妙なバント。
- 秘打・華麗なる大円舞曲

殿馬の高校生活最後の秘打で、セカンド強襲の内野安打になり山田の決勝ホームランを呼び込んだ。
- 秘打・コシヒカリ

番外編「新潟明訓対神奈川明訓」で使用した秘打のひとつ。「うまい」コシヒカリにかけた「うまい」グリップバント。

### プロ時代
『プロ野球編』以降で初使用した殿馬の主な秘打は以下の通りである。
- 秘打・鑑賞

プロ野球編で披露した初めての秘打で、ロッテの伊良部秀輝の球を文字通り単に見送るのみ。実際に打撃として繰り出す秘打を警戒した伊良部からフルカウントを経て四球を奪った。さらに殿馬が1塁に向かう際、伊良部はこの見送りの姿勢こそ警戒していた秘打であったことを仄めかされ、そのショックで高橋智に2ランホームランを浴びた。　
- 秘打・美しき青きブルーウェーブ

前述の「秘打･鑑賞」の次打席で、秘打・白鳥の湖を絡めたエンドランが失敗した直後に使った打法。打球がセカンドへ、ライトへ、さらにはファーストへと方向が変わり、またライトへ戻っていく。結果は三塁打に終わった。
- 秘打・フォルティシモ

実戦での使用はない。片腕だけでバットを振ることでボテボテの当たりになるが、強振することで守備の出足を遅らせる。1996年の明訓五人衆の自主トレで広仲に教えていた。広仲はそれをアレンジし、「秘投・フォルティシモ」を見せた。
- 秘打・引き潮

1996年の練習時に使用。グリップエンドにボールを当て、投手の方にボールを転がす。この際強烈な回転がかかっているらしく、「へいへいピーゴロや」と余裕だった平井正史の前で打球方向を変え、捕手の前に転がった。これを処理する間に殿馬が一塁に到達するという秘打。
- 秘打・ロケットバント

西武の潮崎哲也相手に使用。右打席に立ちながら、左打者であるイチローの「振り子打法」の様に右足をプラプラ浮かせて構える。そして、投球と同時に浮かせた右足を一塁方向に踏み出しながらセーフティーバントを決め、一塁への到達をより速くする。
- 秘打・ブルーマウンテンチェーン

「青い山脈」の英訳。投球前からバントの構えをしておき、ジャンプしてバントをする。小フライとなった打球が、バントシフトからダッシュしてきた三塁手の頭上を越えポトリと落ちる。走者がいるとき内野安打を狙うもの。この秘打で、1998年にオリックスの1試合11二塁打の日本記録を達成した。
- 秘打・交響詩ティル・オイレンシュピーゲルの「愉快ないたずら」

1998年のオールスター戦でのホームラン競争で使用。イチローに外角高めのボールを投げさせ、高く打ち上げた打球を千葉マリンスタジアム特有の強風に乗せてホームランを量産した。
- 秘打・プッチーニ「蝶々夫人」

1998年のオールスター戦で中二美夫との対戦で使用。ジャンプして中の頭を越えるプッシュバントをするも強風に押し戻され、ヤクルトの古田敦也に捕球された。
- 秘打・チャイコフスキー作・組曲「くるみ割り人形」第三楽章「花のワルツ」

1999年、松坂大輔との対戦で使用。
- 秘打・モーツァルト「魔笛」

1999年、松坂との対戦で使用。
- 秘打・白鳥の湖プロ野球編

秘打・白鳥の湖の別バージョンで2000年、ダイエーのペドラザとの対戦で使用した飛打。ペドラザからサヨナラホームランを放った。
- 秘打・ウィナーワルツ

2000年のオールスターにおいて犬神了との対戦で使用。東京ドームの空調の風に乗り打球がグングン伸びていく…という秘打。しかし微笑三太郎に好捕されてしまう。
- 秘打・グリップバント

バットのグリップエンドでバントをする。奇襲作戦として使われるが、相手に見破られることも多い。なお、山田は高校時代とプロ野球編において意図的なグリップエンド打法でヒットを打っている。
- 秘打・オートマチック

三塁ベースへ打球を命中させてヒットにする秘打。ロッテの一塁手である福浦和也から「おい殿馬、お前の秘打はクラシック音楽じゃないのか?」と問われた殿馬は、「最近は浜崎あゆみや宇多田ヒカルに凝ってるづらぜ」とうそぶいていた。また、これに似た打法に「秘打・こんぺいとうの踊り」がある。
- 秘打・皇帝円舞曲

2005年の日本シリーズで使用。高校時代のものとは別で形はグリップバントと同じだが、ボールに強烈なバックスピンをかけ内野安打を狙う。
- 秘打・冬のソナタ

スーパースターズ編で使用。しかし、この打席は日本ハムの小笠原道大に好捕され、ファーストライナーだった。
- 秘打・マドンナ

スーパースターズ編で使用。つま先立ちをすることで、低くなった球道を腕を目いっぱい伸ばした状態でさらに、バレエの回転で打つことにより驚異的な飛距離を出すことができる秘打。恋人であるアイアンドッグスのマドンナのバレエを見て思いついたことが名前の由来。
- 秘打・くるみ割り人形

スーパースターズ編において使用。スタンドを真っ二つに「割る」ように打球が飛ぶことから命名。この秘打を使った3つの成功例のうち、1つは、岩鬼のバットを借りたものである。
なお、明訓高校時代に行った知三郎に狂わされたバッティングのリズムを取り戻す特訓でも、同名の大根切りのスイングを見せていた（こちらは実戦での使用はない）。

## 主な記録
- 首位打者1回（2002年）
- 盗塁王3(5?)回（（1997～?）1999,2001,2002年）[4]
- 最高出塁率1回（2000年）

## 背番号
- 04（1995年 - 2003年）
- 4（2004年 - ）

## 銅像
2002年、新潟商工会議所と同商店街振興組合により、新潟市中央区古町通のアーケード内の水島新司マンガストリートに水島作品の登場人物計7体の銅像が設置されたが、その中には殿馬の銅像も含まれている。